# Nationalsozialismus im Bezirk Scheibbs
Dieser Artikel dient der zusammenfassenden Darstellung der verfügbaren Informationen und Quellen der Zeit des Nationalsozialismus im Bezirk Scheibbs (Niederösterreich). Von 1938 bis 1945 war der Landkreis Scheibbs Teil des Reichsgaues Niederdonau in der Ostmark (ab 1942 Alpen- und Donau-Reichsgaue) im Großdeutschen Reich.

## Entwicklung des Nationalsozialismus
Vor dem Aufstieg der NSDAP (Nationalsozialistische Deutsche Arbeiterpartei) bildeten vor allem die Großdeutsche Volkspartei, der Deutsche Turnverein und der Schulverein Südmark wesentliche Sammelpunkte für spätere Nationalsozialisten. Zweigvereine des Schulvereins Südmark gab es in Gaming, Gresten, Puchenstuben und Steinakirchen. Der Deutsche Turnverein war in Gaming, Gresten, Scheibbs, Purgstall, Oberndorf, Lunz am See und Wieselburg aktiv. Die Großdeutsche Volkspartei konnten vor allem in Gaming, Göstling, Gresten, Scheibbs, Steinakirchen und Wieselburg bei Wahlen Stimmen sammeln.
Ab 1930/31 wurden in Scheibbs, Purgstall, Gresten, Göstling und Gaming die ersten NSDAP-Ortsgruppen gegründet.
Laut einer Schätzung der Gendarmerie wurde die Mitgliederzahl der NSDAP 1933 auf 529 Mitglieder geschätzt. Ortsgruppen gab es in Scheibbs, St. Anton, Neustift, Wieselburg, Purgstall, Gaming, Göstling, Gresten, Lunz, Puchenstuben, Randegg, Oberndorf, Langau und Steinakirchen.

### Wahlergebnisse 1927 bis 1932
Die folgende Tabelle zeigt den Aufstieg der NSDAP im Rahmen demokratischer Wahlen von 1927 bis 1932:
| Partei                                                         | NRW 1927 | NRW 1930 | LTW 1932 |
| Christlichsoziale Partei                                       | 70,95 %  | 56,42 %  | 59,26 %  |
| Sozialdemokratische Arbeiterpartei Deutschösterreichs (SDAPDÖ) | 27,41 %  | 25,64 %  | 23,55 %  |
| Großdeutsche Volkspartei                                       | –        | 7,09 %   | 3,37 %   |
| Landbund                                                       | 0,30 %   | –        | –        |
| Heimatblock                                                    | –        | 6,73 %   | –        |
| NSDAP                                                          | 0,52 %   | 3,40 %   | 11,04 %  |
| KPÖ                                                            | –        | 0,02 %   | 0,92 %   |

1932 verdreifachte die NSDAP ihren Stimmanteil im gesamten Bezirk und errang 11,01 % der abgegebenen Stimmen. In Purgstall, Scheibbs und Steinakirchen erreichte die NSDAP die größten Stimmanteile (31,18 %, 27,48 % und 23,75 %).

### Illegalität 1933 bis 1938
Im „Ständestaat“, als die NSDAP in Österreich zwischen 1933 und 1938 verboten war, setzten Nationalsozialisten eine Reihe von Propagandaaktivitäten und Störaktionen. Am 11. Juni 1933 wurde ein Mast der Starkstromleitung in Rogatsboden gesprengt. 22 Personen wurden verhaftet, 18 davon verurteilt. Im Rahmen des Juliabkommens kehrten 22 Personen (6 aus Steinakirchen, 4 aus Scheibbs, 4 aus Gaming, 3 aus Lunz, 2 aus Wieselburg und jeweils eine Person aus St. Anton, Oberndorf und Purgstall) aus Anhaltelagern (Stein, Kaisersteinbruch, Wöllersdorf) zurück. Weiters wurden fünf Verwaltungsstrafhäftlinge für Straftaten gemäß dem Verbotsgesetz enthaftet.

### Anschluss und Volksabstimmung 1938
In Gemeinden mit dem Nationalsozialismus nicht nahestehenden Bürgermeistern wurden unmittelbar nach dem Anschluss Österreichs Gemeindeverwalter eingesetzt, die später als Bürgermeister formal eingesetzt wurden (Wieselburg: Anton Fahrner, Gaming: Leander Grabner, Lunz am See: Rudolf Crammer, Purgstall: Josef Fabris, Steinakirchen: Anton Aigner, Scheibbsbach: Ferdinand Jagetsberger).
Bei der Volksabstimmung über die Wiedervereinigung Österreichs mit dem Deutschen Reich vom 10. April 1938 („Bist Du mit der am 13. März 1938 vollzogenen Wiedervereinigung Österreichs mit dem Deutschen Reich einverstanden und stimmst Du für die Liste unseres Führers Adolf Hitler?“) wurden im Bezirk Scheibbs 20 „Nein“-Stimmen abgegeben (sowie 21 ungültige Stimmen), davon 10 in Gaming (sowie weitere 5 ungültige Stimmen).
Im Erlaftal-Boten wurde der Anschluss in mehreren Kommentaren begrüßt.

„Wir wenden den Blick von den trüben Bildern der Vergangenheit hinweg, wir schauen mit unbeirrbarer Festigkeit und Klarheit in das lichte Morgen einer sicheren deutschen Zukunft und wissen uns mit unserem gesamtdeutschen Volk einig in der stahlharten Entschlossenheit, in der ehernen Zukunft eines überwindlichen (sic!) Sieg Heil!“

„Vom Turme weht die Hakenkreuzfahne. Die neue Zeit steigt in den Tag. O Glück, o Wonne! […] Lieber Gott, wie danke ich dir, dass du mich diesen schönsten Tag meines Lebens erleben ließest. Heimgefunden! Heil Hitler!“

## Nationalsozialisten
Während des Nationalsozialismus maßgeblich tätige Personen aus dem Bezirk Scheibbs.

### Kreisleitung

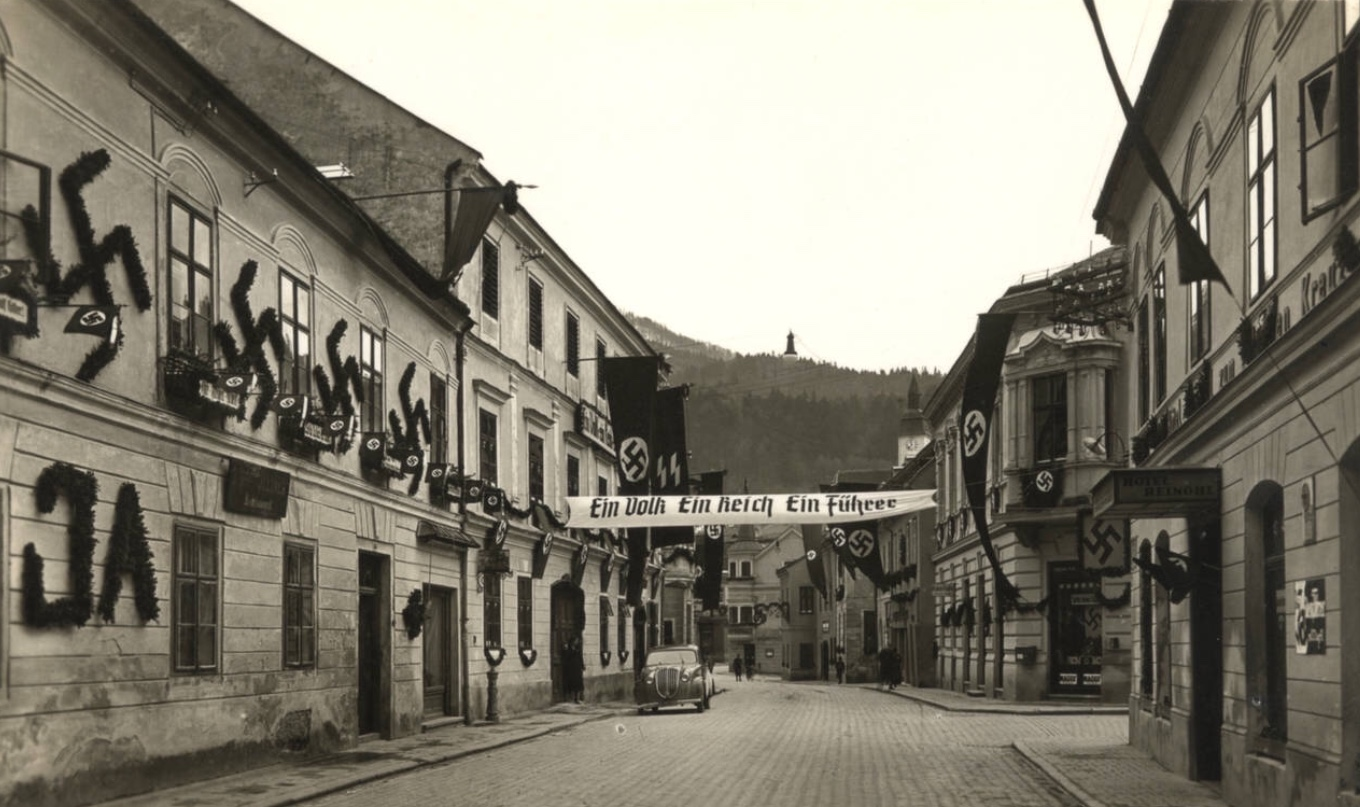
Scheibbs 1938

Steinakirchen am Forst 1938

Der Kreisleitung Scheibbs im Gau Niederdonau mit Sitz in der Hauptstraße 22 in Scheibbs gehörten an:
- Kreisleiter: Otto Rößler (1938–1940), Hans Schrenk (1940–1945)
- Organisationsleiter: Rud. Albrecht (Scheibbs)
- Geschäftsführer: Ernst Fuchs (Scheibbs)
- Weitere Funktionäre der Kreisleitung: Heinrich Leditznik (Beauftragter für Rassenpolitik, Scheibbs), Rechtsanwalt Jelinek (Amtsstellenleiter für Kommunalpolitik, Scheibbs), Paul Grabner (Fachberater für Technik, Wieselburg), Franz Mittner (Kreisbeauftragter f. Kriegsopfer, Steinakirchen), Otto Reich (Kreisbauernführer, Steinakirchen), Friederike Filzwieser (Frauenschaftsführerin, Gaming), Karl Grubmayer (Kreisbeauftragter für NSV, Scheibbs), Robert Groß (Leiter des Rechtsamt, Scheibbs), Alois Tüchler (Leiter des Amts für Erzieher, Gresten), Hans Schrenk (Kreiskassenleiter bis 1940, Gaming), Josef Glax (Kreiskassenleiter ab 1940), Josef Heinisch (Kreisredner), Othmar Leopold (Kreisredner, Kreispropagandaleiter), Josef Lifka (Schulungsleiter, Scheibbs), W. Löwenstein (Propaganda, Scheibbs), Alfred Ritter (Presseamtsleiter, Scheibbs), C. Lindemayer (Personal, Scheibbs), Karl Grabner (Leiter des Amtes für Beamte, Scheibbs), Julius Wurzer (Leiter der Kreisamtsverwaltung DAF, Purgstall), Franz Schwarz (Leiter des Amtes für Handwerk und Handel, Scheibbs), Siegried Leys (Leiter des Amtes für Volksgesundheit, Oberndorf).

### Kreisräte
Als Kreisräte fungierten ab 1940: Heinrich Jelinek (Kreisobmann für Kommunalpolitik, Scheibbs), Leopold Schoder (Scheibbs), Julius Wurzer (Kreisobmann DAF, Purgstall), Josef Rettl (Gaming), Konrad Etzelsbichler (Robitzboden), Anton Fahrner (Bürgermeister von Wieselburg).

### Landräte
Als Landräte wurden Bezirkshauptmann Ernst Ritter von Obentraut (bis April 1938), Wilhelm Kummert (1938–1940) und Hermann Denk (1940 bis 1945) eingesetzt.

### Blutordenträger

#### Vorschlagsliste Nr. IV vom 16. März 1939
| Nr. | Name               | Ort         |
|     | Franz Schweighofer | Lunz am See |

#### Vorschlagsliste Nr. VII vom 30. Mai 1939
| Nr. | Name                 | Ort              |
|     | Alois Fritz          | Wieselburg/N.-D. |
|     | Anton Hawelka        | Wieselburg/N.-D. |
|     | Franz Muckenhuber    | Gaming/N.-D.     |
|     | Anton Schellenbacher | Purgstall/N.-D.  |
|     | Hans Schrenk         | Gaming/N.-D.     |
|     | Hans Siebenhandl     | Purgstall/N.-D.  |
|     | Wieland Josef        | Gaming/N.-D.     |

#### Vorschlagsliste Nr. VIII vom 27. Juni 1939
| Nr.  | Name                 | Ort                       |
|      | Hans Parzizek        | Steinakirchen/N.-D.       |
|      | August Schillinger   | Oberndorf a.d. Melk/N.-D. |
| 2050 | Florian Simetzberger | Steinakirchen/N.-D.       |

#### Vorschlagsliste Nr. XIV vom 7. Dezember 1939
| Nr. | Name          | Ort             |
|     | Josef Neuböck | Purgstall/N.-D. |

### Weitere Nationalsozialisten
- Ernst Burian: Leiter des HJ-Wehrertüchtigungslagers Lunz am See
- Hermann Senkowsky (1897–1965): geboren in Scheibbs, österreichischer Zollbeamter und SS-Führer
- Emmo Langer (1891–1949): geboren in Purgstall, österreichischer Politiker (NSDAP), Abgeordneter zum niederösterreichischen Landtag, Kreisleiter für das Viertel ober dem Wienerwald ab 1930, 24. Bürgermeister von St. Pölten (1938–1945)

### Entnazifizierung
Ab Mitte Mai 1945 wurden ehemalige Mitglieder der NSDAP registriert und im Juni 1945 hochrangige Funktionäre in Haft genommen. 58 Personen wurden festgehalten, 23 Personen standen unter Polizeiaufsicht.

### Verurteilungen
Über mehrere Verurteilungen von Nationalsozialisten wurde in der Presse berichtet:
- Leopold Winterer (Steinakirchen): Todesurteil nach §1 KVG (Kriegsverbrechergesetz (KVG)) wegen dreifachen Mordes (vollstreckt am 10. Mai 1946)
- Hans Schrenk (Scheibbs): verurteilt zu 15 Jahre Gefängnis wegen diverser Delikte nach KVG und VG (Verbotsgesetz) sowie Mord
- Ernst Burian (Lunz): verurteilt zu lebenslangem Gefängnis wegen Mitschuld an vielfachem Meuchelmord sowie zahlreichen Kriegsverbrechen
- Johann Parzizek (Steinakirchen): verurteilt zu 1 Jahr Gefängnis wegen Hochverrat (Beteiligung an Sprengung von Telefonleitungen 1934, bereits 1934 zu 5 Jahren schwerem Kerker verurteilt)
- Johann Hartmann (Steinakirchen): verurteilt zu 3,5 Jahren Gefängnis wegen Verbrechen nach VG
- Walter Leitner (Scheibbs): verurteilt zu 8 Monaten Gefängnis wegen Misshandlung eines Juden im KZ Hagendorf
- Eduard Lebhard (St. Georgen/Leys): verurteilt zu 20 Jahren Gefängnis wegen des Mordes an 2 russischen Kriegsgefangenen am 16. April 1945
- Michael Lautermüller (St. Georgen/Leys): verurteilt zu 20 Monaten Gefängnis wegen Denunziation
- Wilhelm Löwenstein (Scheibbs): verurteilt zu 1 Jahr Gefängnis wegen § 11(10) VG
- Emilie Pöckl (Gresten): verurteilt zu 7 Jahren Gefängnis wegen Verletzung der Menschenwürde (§ 11 VG)

## Opfer des Nationalsozialismus

### Verfolgung von Juden
Bereits im Juni 1938 wurde im Rahmen einer ersten Verhaftungswelle vier jüdische Männer, allesamt Gewerbetreibende, aus dem Bezirk Scheibbs verhaftet.
Im November 1938 wurden 23 Juden, sowie deren Frauen und Kinder, aus dem Bezirk Scheibbs verhaftet.
Zumindest 85 Mitglieder der IKG Ybbs/Amstetten fielen der Schoa zum Opfer.

### Vermögensentzug
Das Vermögen von zumindest 49 jüdischen Personen aus dem Bezirk Scheibbs wurden von der Vermögensverkehrsstelle enteignet. Unter den enteigneten Vermögen befanden sich unter vielen anderen Unternehmen und Privatvermögen der Mahler Papierkonzern aus Wieselburg sowie das Alpenhotel Gösing der Familie Glesinger.

### Endphaseverbrechen
Im Bezirk Scheibbs fanden in folgenden Ortschaften dokumentierte Endphaseverbrechen statt:
- Göstling: Ermordung von 76 jüdischen Zwangsarbeitern durch Mitglieder der SS am 13. April 1945. Der Leiter des HJ-Wehrertüchtigungslagers Lunz am See Ernst Burian wurde für dieses Verbrechen zu lebenslangem Kerker verurteilt und 1953 begnadigt.[23]
- Randegg: Ermordung von rund 100 jüdischen Zwangsarbeitern beim Massaker im Schliefaugraben durch Mitglieder der SS und der Hitlerjugend am 15. April 1945
- Gresten: Ermordung von 16 ungarisch-jüdischen Zwangsarbeitern von der Waffen-SS in einem Wassergraben am 19. April 1945

### Weitere Opfer
- Anton Burger (* 1910): Anton Burger (Kaplan in Steinakirchen 1938–1939) wurde am 25. April 1939 verhaftet und aufgrund des Heimtückegesetzes zu zehn Monaten Gefängnis verurteilt. Er wurde in weiterer Folge im KZ Dachau interniert (8. Februar 1941 – 26. April 1945).[24][25]
- Rudolf Obendorfer: Rudolf Obendorfer wurde am 8. Mai 1945 von einem unbekannten Wehrmachtsunteroffizier auf Befehl des HJ-Gebietsführers Josef Kracker-Semler im Keller des HJ-Wehrertüchtigungslager Lunz am See erschossen.[26]
- Ende April 1945 wurde ein aus Lilienfeld überstellter gefangener Wehrmachtsangehöriger von einem Standgericht in Scheibbs unter Vorsitz des Kreisleiters zum Tode verurteilt. Das Todesurteil wurde noch am selben Tag am Stadtrand von Scheibbs durch Mitglieder der Waffen-SS vollstreckt.[27]
- In einem am Stadtrand von Scheibbs 1948 geöffneten Massengrab wurden die Leichen von fünf Männern und zwei Frauen entdeckt. Es dürfte sich um Hinrichtungen durch die HJ und den SD unter Beteiligung der Kreisleitung gehandelt haben.[28]